# Deutsche Mathematiker-Vereinigung
Pour les articles homonymes, voir DMV.
La Deutsche Mathematiker-Vereinigung (DMV, « Société allemande de Mathématiques ») est l'association des mathématiciens allemands. La DMV représente les mathématiciens allemands au sein de l'European Mathematical Society (EMS) et au niveau mondial de l'Union mathématique internationale (International Mathematical Union ou IMU).
Son premier dirigeant en fut Georg Cantor en 1890.

## Prix
Depuis 1990, elle remet la médaille Cantor et depuis 2008 la Conférence Emmy-Noether.

## Présidents
- 1890-1893 Georg Cantor
- 1894 Paul Gordan
- 1895, 1904  Heinrich Weber
- 1897, 1903 et 1908  Felix Klein
- 1898 Aurel Voss (de)
- 1899 Max Noether
- 1900 David Hilbert
- 1901, 1912 Walther von Dyck
- 1902 Wilhelm Franz Meyer
- 1905 Paul Stäckel
- 1906 Alfred Pringsheim
- 1907 Alexander von Brill
- 1909 Martin Krause,
- 1910 Friedrich Engel
- 1911 Friedrich Schur
- 1913 Karl Rohn (de)
- 1914 Carl Runge
- 1915 Sebastian Finsterwalder (de)
- 1916 Ludwig Kiepert
- 1917 Kurt Hensel
- 1918 Otto Hölder
- 1919 Hans Carl Friedrich von Mangoldt
- 1920 Robert Fricke
- 1921 Edmund Landau
- 1922 Arthur Moritz Schoenflies
- 1923 Erich Hecke
- 1924 Otto Blumenthal
- 1925 Heinrich Tietze
- 1926 Hans Hahn
- 1927 Friedrich Schilling (de)
- 1928 et 1936 Erhard Schmidt
- 1929 Adolf Kneser
- 1930 Rudolf Rothe (de)
- 1931 Ernst Sigismund Fischer
- 1932 Hermann Weyl
- 1933 Richard Baldus (de)
- 1934 Oskar Perron
- 1935 Georg Hamel
- 1937 Walther Lietzmann (de)
- 1938-1945 Wilhelm Süss
- 1946 Kurt Reidemeister
- 1948-1952 Erich Kamke
- 1953, 1955 Georg Nöbeling (de)
- 1954 Hellmuth Kneser
- 1956 Karl Heinrich Weise (de)
- 1957 Emanuel Sperner
- 1958 Gottfried Köthe
- 1959 Willi Rinow (de)
- 1960 Wilhelm Maak (de)
- 1961 Ott-Heinrich Keller (de)
- 1962, 1990 Friedrich Hirzebruch
- 1963 Wolfgang Haack (de)
- 1964-1965 Heinrich Behnke
- 1966 Karl Stein
- 1967 Wolfgang Franz (de)
- 1968-1977 Martin Barner (de)
- 1977 Heinz Bauer
- 1978, 1979 Hermann Witting (de)
- 1980-1981 Gerd Fischer (de)
- 1982-1983 Helmut Werner (de)
- 1984-1985 Albrecht Dold
- 1986-1987 Wolfgang Schwarz
- 1988-1989 Willi Törnig (de)
- 1991-1992 Winfried Scharlau
- 1993-1994 Martin Grötschel
- 1995-1997 Ina Kersten
- 1998-1999 Karl-Heinz Hoffmann
- 2000-2001 Gernot Stroth (de)
- 2002-2003 Peter Gritzmann (de)
- 2004-2005 Günther Wildenhain (de)
- 2006-2008 Günter M. Ziegler
- 2009-2010 Wolfgang Lück (de)
- 2011–2012: Christian Bär (de)
- 2013–2014: Jürg Kramer (de)
- 2015–2016: Volker Bach (de)
- 2017–2018: Michael Röckner (de)
- 2019–2020: Friedrich Götze
- 2021-2022: Ilka Agricola
- 2023-2024: Joachim Escher